# I Used to Go Here
I Used to Go Here (bra:Tudo de Novo) é um filme de comédia dramática americano de 2020 escrito e dirigido por Kris Rey sobre a romancista Kate Conklin, que retorna à sua alma mater 15 anos após se formar. É estrelado por Gillian Jacobs, Josh Wiggins, Hannah Marks, Forrest Goodluck, Jorma Taccone, Kate Micucci, Zoë Chao e Jemaine Clement. Foi programado para ter sua estreia mundial na Festival South by Southwest (SXSW) em 14 de março de 2020.No entanto, o festival foi cancelado devido à pandemia COVID-19. Pouco depois, a Gravitas Ventures adquiriu os direitos de distribuição do filme e o definiu para o dia 7 de agosto de 2020. Ele estreou nos Estados Unidos na HBO Max em dezembro de 2020.

## Enredo
O noivado de Kate Conklin desmorona ao mesmo tempo que a turnê de seu romance de estreia é cancelada devido às vendas fracas. Pouco depois, Kate recebe uma oferta para falar em sua alma mater, a fictícia Universidade de Illinois em Carbondale, Illinois (local da Southern Illinois University na vida real), por seu ex-professor David Kirkpatrick.
Voltando a Carbondale, Kate se surpreende ao se encontrar em uma pousada em frente à antiga casa em que viveu enquanto estava na universidade. Ela conhece os atuais ocupantes, três meninos chamados Hugo, Tall Brandon e Animal, que permitem que ela visite seu antigo quarto.
Após uma leitura bem-sucedida de seu romance, Kirkpatrick oferece a Kate uma posição de professora e pondera sobre a decisão durante o resto de seu tempo em Carbondale.
Caminhando para casa tarde da noite e encontrando-se trancada fora de sua hospedagem domiciliar, Kate tropeça em uma festa que está sendo realizada em sua antiga casa, que ela apelidou de "retiro do escritor". Enquanto estava lá, ela recebe uma mensagem de texto de seu ex-noivo pedindo para cortar o contato. Animal e sua namorada acabam consolando Kate e permitindo que ela fique na casa deles.
No dia seguinte, enquanto consultava alunos de redação em um café, Kate discute o trabalho de April com ela. April é namorada de Hugo e uma estrela em ascensão no departamento de inglês. Ao tentar dar conselhos profissionais a April para tornar sua escrita mais comercial, ela se surpreende ao ver suas sugestões rejeitadas e ao ser informada de que April pretende abrir sua própria editora.
Voltando para sua antiga residência, Kate descobre que April largou Hugo, e os outros suspeitam que ela estava o traindo com  o professor Kirkpatrick. Kate, Hugo e outros dois decidem ir à casa de Kirkpatrick para verificar a situação. Eles entram e encontram April e Kirkpatrick na cama juntos, embora mais tarde ele revele a Kate que ele e sua esposa têm um casamento aberto. Decepcionada com suas ações, Kate também percebe que Kirkpatrick nunca leu seu livro e recusa a posição de professora que ele ofereceu a ela.
Voltando para sua antiga casa, Hugo se oferece para deixar Kate ficar em seu quarto, seu antigo quarto. Ele a consola sobre sua escrita e os dois fazem sexo.
Saindo na manhã seguinte, Kate encontra April e pede desculpas a ela por não encorajar seu trabalho, admitindo que ela deixou seus próprios sentimentos de fracasso e ciúme atrapalharem sua ajuda.
No caminho de volta para casa, o motorista de Kate diz a ela que leu e amou o livro. Kate admite que ela poderia ter feito melhor.

## Elenco
- Gillian Jacobs como Kate Conklin
- Jemaine Clement como David Kirkpatrick
- Hannah Marks como April Barnhardt
- Forrest Goodluck como Animal Springstine
- Josh Wiggins como Hugo Gaffney
- Kate Micucci como Rachel Gaffney
- Jorma Taccone como Bradley Cooper
- Zoë Chao como Laura
- Brandon Daley como Tall Brandon
- Khloe Janel como Emma
- Rammel Chan como Elliot
- Kristina Valada-Viars como Alexis

## Produção
Em agosto de 2019, foi anunciado que Gillian Jacobs, Jemaine Clement, Hannah Marks, Forrest Goodluck, Josh Wiggins, Kate Micucci, Jorma Taccone e Zoë Chao haviam se juntado ao elenco do filme, com Kris Rey dirigindo um roteiro que ela escreveu.

## Lançamento
Estava programado para ter sua estreia mundial no South by Southwest em 14 de março de 2020. No entanto, o festival foi cancelado devido à pandemia de COVID-19. Pouco depois, Gravitas Ventures adquiriu os direitos de distribuição do filme e o definiu para 7 de agosto de 2020.

## Recepção
No agregador de críticas Rotten Tomatoes, o filme tem uma taxa de aprovação de 85% com base em 72 resenhas, com uma classificação média de 6,81 / 10. O consenso dos críticos do site diz: "Elevado significativamente pela atuação central de Gillian Jacobs, I Used to Go Here conta uma história familiar com considerável charme." No Metacritic, o filme tem uma pontuação média ponderada de 68 em 100, com base em 18 críticos, indicando "críticas geralmente favoráveis".
Katie Rife do The A.V. Club deu ao filme um B, observando o desempenho de Jacobs e a escrita inteligente de piadas como pontos fortes, com alguma irregularidade no tom que não combina com todos os pontos fortes de Rey.